# Lunery
 Lunery  es una población y comuna francesa, situada en la región de  Centro, departamento de Cher, en el distrito de Bourges y cantón de Chârost.

## Demografía
| 2392 | 2329 | 2440 | 2021 | 1665 | 1536 |
| Para los censos de 1962 a 1999 la población legal corresponde a la población sin duplicidades (Fuente: INSEE [Consultar]) |      |      |      |      |      |